# Music Macro Language

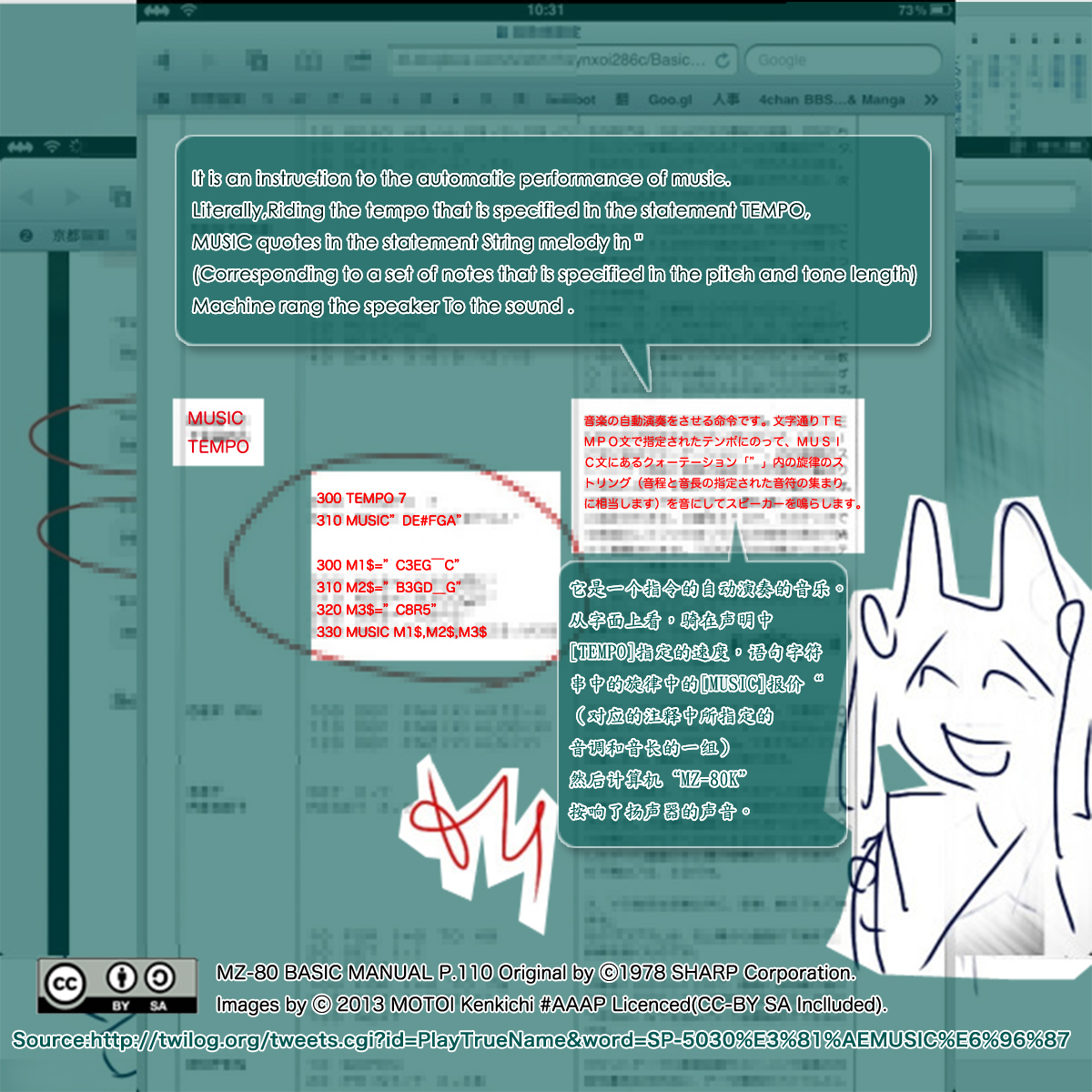
夏普公司 1987
MZ-80 BASIC Manual第110页。
開源的該頁手冊描述了早期MML的語法。

Music Macro Language是電腦上所使用表示樂譜的語言之一，它以循序的方式來表示樂譜。它有可能會和以XML技術發展的Music Markup Language搞混，因兩者縮寫皆為MML，且HTML與XML都有ML做結尾。在線上遊戲瑪奇中也支援了簡易的MML格式樂譜。

## 表示法
以下將敘述MML的表示方法。
| 代碼    | 說明 |
| CDEFGAB | 音符。後面跟隨著「#」或是「+」作為升記號，-作為降記號。後面跟隨著數字或點表示音符時值，如「A+2.」表示升A附點二分音符。                               |
| R       | 休止符。與音符表示法相同，後面跟隨的數字或點表示音符長度。                                                                                           |
| O       | 指定八度。後面跟隨著數字來指定樂器演奏哪個八度。 |
| >、<    | 控制樂譜高八度或低八度。使用「>」表示樂譜之後為高八度，用「<」表示樂譜之後為低八度。                                                                 |
| L       | 指定音符時值。使用此方式指定如果「A」～「G」或是「R」之後沒有接數字的話代表的音符時值為何。常見的預設值為四分音符。如「L4CCCC」表示四個C的四分音符。 |
| V       | 指定音量大小。後面跟隨的數字可指定之後演奏樂器的音量大小。                                                                                           |
| T       | 指定樂器的速度。例如「T120」表示以120BPM來演奏。 |

## 外部連結
- MML奇幻音樂廳（页面存档备份，存于）新瑪奇網路遊戲適用範本音樂 （繁體中文）
- 3ML Editor（页面存档备份，存于）2（页面存档备份，存于）（日語）
- まきまびしーく（日語）
- SPICE（页面存档备份，存于）（日語）